# Doris Hart
Doris Jane Hart (Saint Louis (Missouri), 20 juni 1925 – Coral Gables, 29 mei 2015) was een tennisspeelster uit de Verenigde Staten van Amerika. In totaal won zij 35 grandslamtitels. In 1951 won zij op Wimbledon niet alleen het vrouwenenkelspeltoernooi maar ook het vrouwendubbelspel en het gemengd dubbelspel, waarbij zij alle drie finales op dezelfde dag speelde (zaterdag 7 juli 1951).
Tien jaar lang (1946 tot en met 1955) maakte Hart deel uit van het Amerikaanse Wightman Cup-team. Zij won al haar veertien enkelspelpartijen, en acht van de negen in het dubbelspel.
Vanaf 1946 stond zij tien jaar lang in de top tien van de wereldranglijst. In 1951 was zij nummer één op de wereldranglijst.
Zij was de eerste tennisser (m/v) die een zogenaamde Boxed Set of Grand Slam titles behaalde: op alle vier grandslamtoernooien won zij minimaal één titel in het enkelspel, (vrouwen)dubbelspel en gemengd dubbelspel – zij completeerde deze set in 1954. Alleen de Australische Margaret Court (in 1964) en de Tsjechisch/Amerikaanse Martina Navrátilová (in 2003) hebben haar dit nagedaan.
In 1969 werd zij opgenomen in de internationale Tennis Hall of Fame.

## Jeugd
In haar jeugd werd bij Doris Hart een ontsteking aan de knie gediagnosticeerd, die door de doktoren (verkeerd) werd uitgelegd als polio. Als hersteltraining ging zij tennis spelen, en ondanks haar kromme benen werd zij een van de grootste kampioenen.
Terwijl zij nog op de Gesu Catholic High School in Miami zat, werd zij nationaal kampioen bij de junioren, en tegen de tijd dat zij zestien jaar oud was, behoorde zij al tot de top tien van de Amerikaanse speelsters. Tijdens haar studie aan de Universiteit van Miami nam zij deel aan het Amerikaanse Wightman Cup-team, dat in juni 1946 op het gras van Wimbledon het Britse team met 7–0 versloeg.

## Na de tennisloopbaan
Hart schreef een autobiografie, getiteld Tennis with Hart (1955). Daarna was zij tientallen jaren lang tennislerares aan een club in Pompano Beach (Florida). Zij is nooit getrouwd. In 1993 werd zij door nekklachten gedwongen te stoppen met tennissen.

## Resultaten grandslamtoernooien
| Legenda | Legenda                          |
| ------- | -------------------------------- |
| g.t.    | geen toernooi gehouden           |
| l.c.    | lagere categorie                 |
| –       | niet deelgenomen                 |
| G       | uitgeschakeld in de groepsfase   |
| 1R      | uitgeschakeld in de eerste ronde |
| 2R      | uitgeschakeld in de tweede ronde |
| 3R      | uitgeschakeld in de derde ronde  |
| 4R      | uitgeschakeld in de vierde ronde |
| KF      | uitgeschakeld in de kwartfinale  |
| HF      | uitgeschakeld in de halve finale |
| F       | de finale verloren               |
| W       | het toernooi gewonnen            |
| w-v     | winst/verlies-balans             |

| Aanvullende legenda | Aanvullende legenda                                                  |
| ------------------- | -------------------------------------------------------------------- |
| †                   | in 1946 en 1947 werd Roland Garros na Wimbledon gehouden             |
| ƒ                   | toernooi slechts voor Fransen (gespeeld tijdens de Duitse bezetting) |

### Enkelspel
| Toernooi        | 1940 | 1941 | 1942 | 1943 | 1944 | 1945 | 1946† | 1947† | 1948 | 1949 | 1950 | 1951 | 1952 | 1953 | 1954 | 1955 |
| --------------- | ---- | ---- | ---- | ---- | ---- | ---- | ----- | ----- | ---- | ---- | ---- | ---- | ---- | ---- | ---- | ---- |
| Australian Open | –    | g.t. | g.t. | g.t. | g.t. | g.t. | –     | –     | –    | W    | F    | –    | –    | –    | –    | –    |
| Roland Garros   | g.t. | ƒ    | ƒ    | ƒ    | ƒ    | ƒ    | KF    | F     | HF   | –    | W    | F    | W    | F    | –    | –    |
| Wimbledon       | g.t. | g.t. | g.t. | g.t. | g.t. | g.t. | KF    | F     | F    | –    | HF   | W    | KF   | F    | HF   | HF   |
| US Open         | 2R   | 1R   | KF   | HF   | KF   | HF   | F     | HF    | KF   | F    | F    | HF   | F    | F    | W    | W    |

### Vrouwendubbelspel
| Toernooi        | 1942 | 1943 | 1944 | 1945 | 1946† | 1947† | 1948 | 1949 | 1950 | 1951 | 1952 | 1953 | 1954 | 1955 |    | 1968 | 1969 |
| --------------- | ---- | ---- | ---- | ---- | ----- | ----- | ---- | ---- | ---- | ---- | ---- | ---- | ---- | ---- | -- | ---- | ---- |
| Australian Open | g.t. | g.t. | g.t. | g.t. | –     | –     | –    | F    | W    | –    | –    | –    | –    | –    | –  | –    |      |
| Roland Garros   | ƒ    | ƒ    | ƒ    | ƒ    | F     | F     | W    | –    | W    | W    | W    | W    | –    | –    | –  | –    |      |
| Wimbledon       | g.t. | g.t. | g.t. | g.t. | F     | W     | F    | –    | F    | W    | W    | W    | F    | 2R   | 2R | –    |      |
| US Open         | F    | F    | F    | F    | HF    | F     | F    | F    | F    | W    | W    | W    | W    | F    | –  | 1R   |      |

### Gemengd dubbelspel
| Toernooi        | 1943 | 1944 | 1945 | 1946† | 1947† | 1948 | 1949 | 1950 | 1951 | 1952 | 1953 | 1954 | 1955 |    | 1968 | 1969 |
| --------------- | ---- | ---- | ---- | ----- | ----- | ---- | ---- | ---- | ---- | ---- | ---- | ---- | ---- | -- | ---- | ---- |
| Australian Open | g.t. | g.t. | g.t. | –     | –     | –    | W    | W    | –    | –    | –    | –    | –    | –  | –    |      |
| Roland Garros   | ƒ    | ƒ    | ƒ    | 2R    | –     | F    | –    | –    | W    | W    | W    | –    | –    | –  | –    |      |
| Wimbledon       | g.t. | g.t. | g.t. | 4R    | HF    | F    | –    | HF   | W    | W    | W    | W    | W    | 3R | –    |      |
| US Open         | 1R   | KF   | F    | KF    | 1R    | HF   | KF   | F    | W    | W    | W    | W    | W    | –  | KF   |      |